# 艾林·格蘭
艾拉林·"艾林"·格蘭（希伯來語：אברהם "אברם" גרנט，1955年5月4日—），以色列足球領隊。他目前帶領赞比亚国家足球队。

## 生平
格蘭的任教生涯早年主要於本土帶隊，贏盡本土錦標，曾帶領國家隊一段時間。於2007年到車路士後始受矚目，取代摩連奴帶領車路士歷史性殺入歐冠決賽，可惜無功而還。

## 外部連結
- Avram Grant, Goal.com profile （页面存档备份，存于）
- Avram Grant, BBC Sport profile （页面存档备份，存于）
- Avram Grant, Telegraph profile （页面存档备份，存于）
- 足球資料庫：Avram Grant的領隊統計數據